# Bambini di Dio
I Bambini di Dio, sorti in origine negli USA come Children of God (COG), nome mutato in Family of Love, la Famiglia, quindi in Family International, sono un movimento religioso, che viene spesso definito come una setta dai mezzi di comunicazione e da alcune organizzazioni governative USA. Ebbe i suoi inizi nel 1968 a Huntington Beach, in California.

## Storia
Questo movimento religioso faceva parte del Jesus Movement dei tardi anni sessanta, che aveva fatto molti dei suoi primi proseliti nel movimento hippie. Faceva parte di quei movimenti che scatenarono la controversia anti-sette degli anni settanta e ottanta negli Stati Uniti e in Europa, e diede luogo, come reazione, al primo gruppo organizzato di movimenti antisette, noto come FREECOG.
Nel 1974 essi cominciarono a sperimentare un metodo di evangelizzazione noto come flirty fishing, ovvero l'uso del sesso per dimostrare l'amore di Dio e per guadagnarsi convertiti e supporto di ogni tipo. La pratica venne abbandonata nel 1987. Il fondatore e leader profetico, David Berg scelse il nome "biblico" di Moses David; egli comunicava con i suoi seguaci attraverso le Mo Letters; lettere di istruzione e consiglio su una miriade di argomenti spirituali e pratici, e continuò fino alla sua morte, avvenuta nel 1994. Dopo la sua scomparsa, la vedova Karen Zerby, detta Maria, divenne il leader della "Family".
La sessualità libera del gruppo e la pubblicazione di scritti, foto e video che promuovevano e documentavano il contatto sessuale tra adulti e minori, e la "sessualizzazione" dei bambini portò a numerose denunce per pedofilia. Alcune indagini giudiziarie e accademiche nel 1990 dichiararono che la "Family" era un ambiente sicuro per i bambini, anche se evidenziarono problemi sorti in passato. La leadership del movimento, ammettendo che solo alcuni minori vennero sottoposti ad abusi dal 1978 al 1986, emanarono direttive atte a proibire punizioni corporali eccessive e qualsiasi contatto sessuale tra adulti e minori. Chi venisse trovato colpevole di abusi dopo il dicembre del 1988 veniva scomunicato dalla Family. La Family ordina agli individui che vogliono denunciare abusi ai minori alle autorità, oppure intraprendere azione legale contro un molestatore, di abbandonare la casa comunitaria fino a che la questione non venga risolta.
L'8 gennaio 2005 Ricky Rodriguez, figlio di Karen Zerby ed ex membro del gruppo, uccise una donna, anch'essa in passato appartenente al movimento, e si suicidò; il dramma suscitò stupore sia tra gli appartenenti sia tra gli ex-membri, e attirò una considerevole attenzione da parte dei media: attenzione che venne poi fortemente amplificata dal libro-denuncia Not Without My Sister, scritto dalle tre sorelle Juliana Buhring, Celeste Jones e Kristina Jones. Il libro racconta dell'esperienza all'interno del gruppo delle tre ragazze, fino alla loro fuga e rinascita.

## Credenze
Gli studiosi hanno collocato la teologia basilare della "Family" dentro i limiti della tradizione cristiana, anche se il movimento ha idee non del tutto ortodosse. Per certi aspetti, essi si identificano e sono visti come cristiani fondamentalisti, anche se alcune delle loro idee e pratiche più radicali sono ritenute non tradizionali, se non addirittura eretiche, dalla maggioranza dei cristiani fondamentalisti e dai teologi. Alcune delle loro pratiche sessuali sembrano quelle di una parte dei primi cristiani ellenistici e romani (condannate dagli apostoli Pietro e Paolo), che avevano interpretato il comandamento dell'amore cristiano in senso sessuale.
L'Internazionale dei Bambini di Dio afferma inoltre di credere che la Bibbia sia l'ispirata Parola di Dio e la rivelazione sacra. David Berg è ritenuto un profeta, nel senso che trasmette il messaggio di Dio, non perché possa predire il futuro. Anche se frequentemente cercò di presagire eventi futuri, fu sempre molto impreciso. La "Family" crede che il suo "mantello", dopo la sua morte, sia passato alla moglie, Karen Zerby. I loro scritti ufficiali sono ritenuti parte della "parola di Dio." In essi si afferma che non tutta la loro parola sia dello stesso livello di significatività, ma che sia importante leggerla in toto e tenerla in conto.
I Bambini sostengono che il grande impegno di evangelizzare il mondo sia dovere di ogni cristiano, e che tutta la loro vita debba essere dedicata al servizio di Dio e degli altri. Nel movimento vi sono vari livelli di appartenenza, ed i più impegnati, i "Family Disciples," vivono in comuni, ed incoraggiano ad avere molti figli. All'inizio la contraccezione veniva scoraggiata, ma attualmente la scelta è lasciata agli individui e non è una pratica desueta.
Un cardine centrale della loro teologia è la "Legge dell'Amore" che, in modo semplice, sostiene che se le azioni di una persona sono motivate dall'amore non egoistico, sacrificale e non sono intenzionalmente dannose per altri, queste azioni sono in accordo alle Scritture e sono, dunque, legittime agli occhi di Dio. Il movimento crede che questo cardine prevalga su tutte le altre leggi bibliche, eccetto quelle che proibiscono l'omosessualità maschile, che viene ritenuta abominevole.
I Bambini credono che Dio abbia creato la sessualità umana, che essa sia una necessità naturale, emozionale e fisica, e che le relazioni di tipo eterosessuale tra adulti consenzienti e in età legale sia una meraviglia pura e naturale della creazione di Dio, e che sia permessa secondo le Scritture. I membri adulti possono copulare con qualsiasi membro adulto dell'altro sesso. Ai teenager dai 16 anni è consentito copulare con altri membri sotto i 21 anni. Sin dal 1986, il sesso tra minorenni ed adulti è proibito. I membri dei COG vengono incoraggiati a copulare con qualsiasi membro che ne abbia bisogno, azione nota comunemente come "sharing" (condivisione) o "sesso sacrificale". La loro dottrina afferma che i membri non possono subire pressioni per essere indotti ad intrattenere rapporti sessuali contro la loro volontà, anche se numerosi ex-membri hanno affermato di aver subito forte coercizione per lo "share" e che se non lo facevano venivano etichettati come egoisti e non affettuosi.
Le controverse pratiche sessuali (flirty fishing, sharing) vengono fatte risalire da Stephen A. Kent al precoce abuso sessuale subito da Berg: i COG, di conseguenza, sarebbero stati forgiati sulla base dei bisogni sessuali di Berg, Questi avrebbe iniziato a giustificare, nella sua "teologia", i suoi comportamenti perversi per poi propagarli a tutto il gruppo, tramite la sua autorità di leader carismatico, come "azioni religiose".
Di Fiorino avanza un'altra ipotesi interpretativa, complementare e sinergica, sull'impiego del sesso nei COG:
il sesso conferisce un enorme potere, e l'esperienza del potere sulle persone acquista maggiore rilievo in una condizione di anomia. L'impiego del sesso si collocherebbe quindi all'interno delle tecniche di manipolazione per legare gli adepti al gruppo.
In uno dei più radicali esperimenti sociali di costruzione di una comunità artificiale, la distruzione della famiglia nucleare e la "liberazione" della sessualità, va in direzione dell'aumento di potere della leadership. I figli diventano figli della comunità artificiale, del culto, del leader carismatico. 
Anche Maria con the "Loving Jesus Revolution" sembra sfruttare la dissonanza provocata dalle sue stravaganti fantasie masturbatorie, come prova di fedeltà, per ribadire la coesione del gruppo ed ottenere il riconoscimento della propria autorità.
I  COG professano un culto apocalittico, e credono che si viva nel periodo della Scrittura noto come la "Fine dei giorni" oppure il "Tempo della fine," era che precede immediatamente il ritorno di Gesù Cristo. Prima dell'evento, essi credono che il mondo sarà governato per 7 anni dall'Anticristo, instaurante un governo mondiale che ad un certo punto verrà completamente posseduto da Satana. Verrà quindi un tempo drammatico noto come la Grande Tribolazione con cruente persecuzioni dei cristiani e tremendi disastri naturali e non. Alla fine del periodo, i cristiani fedeli verranno portati in cielo in un evento denominato come la Rapture, seguito poco dopo dalla battaglia tra Gesù e l'anticristo, nota come la "Battaglia di Armageddon", nella quale l'anticristo verrà sconfitto. Gesù Cristo quindi regnerebbe sulla Terra per 1000 anni, per un periodo denominato, appunto,  il "Millennio".
Le dichiarazioni ufficiali della "Family" sul loro credo e la loro interpretazione delle scritture possono essere trovate qui:  Archiviato il 4 ottobre 2007 in Internet Archive.

### Insegnamenti recenti
Gli insegnamenti recenti della "Family" si centrano attorno a quello che chiamano le "nuove armi di tipo spirituale" (che mostra convergenze con la New Age degli anni novanta). La Family crede che essi siano soldati nella guerra spirituale del bene contro il male, la quale ha come obiettivo le anime ed i cuori delle persone. Anche se alcune di queste idee non sono nuove per la Family, di recente hanno assunto una maggiore importanza. Queste idee comprendono:
Profezia: nel gergo della famiglia, la definizione tradizionale di profezia (predizione degli eventi futuri) è stata estesa per riferirsi ad ogni messaggio ricevuto dal mondo attraverso il "mondo degli spiriti" avente come fonte Gesù, il defunto David Berg, oppure altri "spiriti guida" (vedi sotto). Una grande enfasi è stata posta sul fatto che ogni membro utilizzi la "profezia" direttamente e regolarmente per guidare la propria vita giornaliera. Anche se la profezia, nota come "channeling", è stata parte del movimento sin dagli inizi, ha assunto maggiore significatività in anni recenti. Studiosi di nuove religioni hanno notato come  la "Family" sia l'unica, tra i nuovi movimenti religiosi, a presentare questa decentralizzazione e democratizzazione della guida divina.

## Alcuni membri famosi (del passato e del presente)
Famosi attori come i fratelli River Phoenix, Joaquin Phoenix, Summer Phoenix, Rain Phoenix e Rose McGowan erano membri del gruppo durante la loro infanzia, per un errore da parte dei genitori che non sapevano dei rituali. Il famoso chitarrista blues e membro fondatore dei Fleetwood Mac, Jeremy Spencer, era stato un membro del gruppo sin dal 1971. Anche l'attrice comica Tina Dupuy era un'adepta, ed ora menziona la sua infanzia nella sua rappresentazione comica.

## Statistiche
Secondo i "Bambini di Dio", nel 1972 esistevano 130 comunità o "colonie" in 15 paesi. Nel 1993, circa 7.000 dei 10.000 membri avevano meno di 18 anni di età. Statistiche recenti della "The Family International" calcolano in circa 12.000 i membri a tempo pieno ed i seguaci, distribuiti in 100 paesi (circa 4.000 adulti a tempo pieno e 4.000 bambini) che operano in oltre 1.400 comunità, o "case". Alcune stime hanno calcolato in circa 35.000 il numero di persone che per un certo tempo sono stati parte del gruppo. La Famiglia Internazionale in Italia ha la sua sede principale a Villafranca di Verona.

## Programmi, progetti, e lavori in corso
La Famiglia Internazionale (come il gruppo oggi chiama se stesso) o La Compagnia della Famiglia Internazionale ha vari programmi nei quali opera: i principali sono la "Family Care Foundation", la "Aurora Productions AG" e la "Activated Ministries". Vi sono comunque molte altre attività in molti paesi nel mondo.

## Leadership, uffici regionali, e gestione economica
La leadership della Family International è guidata da:
- Karen Zerby

- Guida spirituale della Family International
- Americana
- Ha legalmente cambiato il suo nome in Katherine Rianna Smith, 4-Nov-1997
- Soprannomi: Maria, Mama, Maria Fontaine, Maria David, Maria Berg, o Queen Maria
- Steven Douglas Kelly

- Capo della Family International
- Americano
- Ha legalmente Cambiato il suo nome in Chris Smith
- Soprannomi: Peter Amsterdam o King Peter
Sotto di loro, il controllo è diviso in World Services, Creations, and Family Care Foundation. Ogni regione è guidata da una squadra di Continental Officers (COs), ogni squadra è composta solitamente da cinque a sette membri. Le strutture di gestione sotto le squadre CO sono più variabili ed i loro membri cambiano spesso.

### Fonti accademiche
- Buhring Juliana, Celeste Jones, Kristina Jones (2007). Not Without My Sister. Haper Collins, London
- Chancellor, James (2000). Life in The Family: An Oral History of the Children of God. University of Syracuse Press, Syracuse, NY.
- Bainbridge, William Sims (2002). The Endtime Family: Children of God. State University of New York Press. ISBN 0-7914-5264-6.
- Bainbridge, William Sims (1996). The Sociology of Religious Movements. Routledge. ISBN 0-415-91202-4.
- Barker, Eileen. (1989). New Religious Movements, A Practical Introduction. Her Majesty's Stationery Office. ISBN 0-11-340927-3.
- Barrett, DV (1996). Sects, Cults and Alternative Religions. Blandford A. Cassell. ISBN 0-7137-2567-2.
- Boeri, Miriam Williams (2002). Women After the Utopia: The Gendered Lives of Former Cult Members. Journal of Contemporary Ethnography 31(3), 323-360.
- Cristina Caparesi, Mario Di Fiorino e Stephen A. Kent, Costretti ad amare. Saggi sui Bambini di Dio/The Family, Forte dei Marmi, 2002.
- Kent, Stephen A. (1994). Lustful prophet: A psychosexual historical study of the children of god's leader, David Berg. Cultic Studies Journal 11 (2), 135-188.
- Kent, Stephen A. (1994). Misattribution and social control in the Children of God. Journal of Religion and Health 33 (1), 29–43.
- Kent, Stephen A. (2000). Brainwashing and re-indoctrination programs in the Children of God/The Family. Cultic Studies Journal 17, 56–78.
- Lewis, James R, and Melton, J. Gordon (eds). (1994). Sex, Slander, and Salvation: Investigating The Family/Children of God. Center for Academic Press, Stanford, CA.
- Lynch, Dalva, and Paul Carden (1990). Inside the 'Heavenly Elite': The Children of God Today.. Christian Research Journal, pp 16.
- McFarland, Robert (1994). The Children of God. The Journal of Psychohistory 4(21).
- Melton, J. Gordon (2004). The Children of God, The Family (Studies in Contemporary Religion vol. 7). Signature Books. ISBN 1-56085-180-5.
- Melton, J. Gordon and Robert L. Moore (1982). The Cult Experience: Responding to the New Religious Pluralism. The Pilgrim Press, New York, USA.
- Palmer, Susan J. (1994). Heaven's Children: The Children of God's Second Generation in Sex, Slander, and Salvation, op. cit.
- Palmer, Susan J., and Charlotte Hardman eds. (1999). Children in New Religions (3rd ed.). Rutgers University Press. ISBN 0-8135-2620-5.
- Shepherd, Gary, and Lawrence Lilliston (1994). Field Observations of Young People's Experience and Role in The Family in Sex, Slander, and Salvation, op. cit.
- Shepherd, Gary, and Shepherd, Gordon (August 2005). Accommodation and Reformation in The Family/Children of God, Nova Religio (Journal of the University of California)
- Shepherd, Gary and Shepherd, Gordon (Spring 2000).The Moral Career of a New Religious Movement The Oakland Journal.
- Wilson, Bryan and Jamie Cresswell, eds. (1999). New Religious Movements: Challenge and Response. Routledge, London, UK.
- Wright, Stuart (1987). Leaving Cults: The Dynamics of Defection. Society for the Scientific Study of Religion. Washington, D.C., USA.
- Van Zandt, David (1991). Living in the Children of God. Princeton University Press, Princeton, New Jersey.

### Articoli giornalistici
- Category:Press - Archivio di articoli giornalistici
- Television Coverage - Archivio di trasmissioni televisive
- Davis, Deborah (1984). The Children of God: The Inside Story. Zondervan. ISBN 0-310-27840-6. (La Davis è una delle figlie di David Berg)
- McManus, Una (1980). Not for a Million Dollars. Impact Books. ISBN 0-914850-54-7.
- Williams, Miriam (1999). Heaven's Harlots: My Fifteen Years As a Sacred Prostitute in the Children of God Cult. Quill. ISBN 0-688-17012-9.
- 30 Members of Children of God arrested (2 settembre, 1993). Washington Post, pp. A05
- The Family and Final Harvest (2 giugno, 1993). Washington Post, pp. A01
- Goodstein, Laurie (2005), Murder and Suicide Reviving Claims of Child Abuse in Cult, New York Times, 15 gennaio 2005, pg. A-1
- Ajemian, Sam (2005). The Children of God Cult, aka The Family. ISBN 0-9774519-0-9.
- Nucci, Matteo (2011). Io, bambina di Dio, e la setta dell'orrore che si prese la mia vita . Il Venerdì di Repubblica, 4 febbraio 2011, p. 56